# Chassignelles
Chassignelles là một xã của Pháp,tọa lạc ở tỉnh Yonne trong vùng Bourgogne. Dân ở đây trong tiếng Pháp gọi là Boquins (nam giới) và Boquines (nữ giới).

## Hành chính
| Danh sách các thị trưởng               |           |                     |      |            |
| Giai đoạn                              | Giai đoạn | Tên                 | Đảng | Tư cách    |
| 1945                                   | 1952      | MILTON Louis        |      | thị trưởng |
| 1952                                   | 1955      | CHAVANCE Théodule   |      | thị trưởng |
| 1955                                   | 1958      | PERREAU Alexis      |      | thị trưởng |
| 1958                                   | 1959      | TESTUIDE Maurice    |      | thị trưởng |
| 1959                                   | 1965      | SAUTEREAU Maurice   |      | thị trưởng |
| 1965                                   | 1971      | FEVRE François      | DVD  | thị trưởng |
| 1971                                   | mars 1983 | BOURRON Marcel      | DVD  | thị trưởng |
| mars 1983                              | mars 2008 | BOURRON Jean Pierre | DVD  | thị trưởng |
| mars 2008                              |           | JERUSALEM Anne      |      | thị trưởng |
| Tất cả các dữ liệu trước đây không rõ. |           |                     |      |            |

## Biến động dân số
| Năm | 1962 | 1968 | 1975 | 1982 | 1990 | 1999 | 2004 |
| --- | ---- | ---- | ---- | ---- | ---- | ---- | ---- |
| Dân số | 377  | 383  | 349  | 332  | 308  | 305  | 288  |
| From the year 1962 on: No double counting—residents of multiple communes (e.g. students and military personnel) are counted only once. |      |      |      |      |      |      |      |